# Aprilia Marittima
Aprilia Marittima (Aprilie in friulano) è un centro turistico nautico in provincia di Udine, frazione dei comuni di Latisana e Marano Lagunare.
Il territorio della località, è suddiviso tra il comune di Latisana e, (verso la laguna) quello di Marano Lagunare.  La località prende il nome dalla società costruttrice "Aprilia Marittima S.P.A." che, per iniziativa di alcuni imprenditori del luogo, nei primi anni settanta ha creato dal nulla la località. Il centro turistico nautico di Aprilia Marittima comprende 3 darsene (Darsena Centrale, Marina Capo Nord e Marina Punta Gabbiani), nonché una penetrazione canalizia con prospicienti posti barca e villette a schiera chiamata Terra Mare Canal di Ponente. Il centro nautico di Aprilia Marittima dispone complessivamente  di oltre 2.500 posti barca per natanti dai 7 ai 25 metri. Parallelamente alle darsene, si sono sviluppati insediamenti edilizi residenziali, commerciali e di cantieristica nautica. Le Darsene si affacciano sulla laguna di Marano Lagunare e, attraverso canali, parte naturali e parte artificiali, le imbarcazioni ormeggiate possono raggiungere il mare aperto all'imboccatura del porto di Lignano Sabbiadoro.